# Rheum spiciforme
Rheum spiciforme är en slideväxtart som beskrevs av John Forbes Royle. Rheum spiciforme ingår i släktet rabarbersläktet, och familjen slideväxter. Inga underarter finns listade i Catalogue of Life.